# Vojtěch Vomáčka
Pas d'image ? Cliquez ici

b Matchs officiels uniquement.
Dernière mise à jour le 5 mai 2021.
Vojtěch Vomáčka, né le 19 février 2000, est un joueur tchèque de rugby à XV qui évolue aux postes de talonneur. 

## Biographie
Vojtěch Vomáčka est formé au RC Sparta Prague (en). En 2017, il bénéficie d'un accord passé entre l'AS Mâcon et la fédération tchèque de rugby à XV pour intégrer le centre de formation du club français. Après une saison, il est repéré par le FC Grenoble qui l'incorpore dans son effectif espoirs,.
En 2019, il obtient sa première titularisation en sélection nationale lors d'une rencontre face à la Hongrie.

## Statistiques en équipe nationale
| Année | Compétition          | Matchs | Points | Essais | Transf. | Drops | Pénal. |
| ----- | -------------------- | ------ | ------ | ------ | ------- | ----- | ------ |
| 2019  | RE Conférence 1 Nord | 2      | 5      | 1      | -       | -     | -      |
| Total | Total                | 2      | 5      | 1      | -       | -     | -      |

| Essai | Adversaire | Lieu                           | Compétition          | Date            | Résultat | Score |
| ----- | ---------- | ------------------------------ | -------------------- | --------------- | -------- | ----- |
| 1     | Luxembourg | Stade Josy-Barthel, Luxembourg | RE Conférence 1 Nord | 19 octobre 2019 | Victoire | 7-36  |